# Józefów (powiat Otwocki)
Józefów is een stad in het Poolse woiwodschap Mazovië, gelegen in de powiat Otwocki. De oppervlakte bedraagt 23,92 km², het inwonertal 17.819 (2005).

## Verkeer en vervoer
- Station Józefów
- Station Michalin
- Station Michalin WKD